# Palais Duèze
Pour les articles homonymes, voir Duèze.
Le palais Duèze est un bâtiment construit par la famille Duèze, bourgeois de Cahors, au début du XIVe siècle. La famille Duèze est une famille originaire de Cahors, connue notamment pour avoir donné un pape, Jean XXII, plusieurs cardinaux et avoir construit ce palais dont il subsiste, sept siècles plus tard, la très haute tour, classée monument historique depuis le 12 juillet 1886.

## Historique
C'est Pierre Duèze, frère du pape Jean XXII, qui fait reconstruire à neuf la demeure familiale de Cahors, et sous un nouveau plan pour être digne, par sa grandeur et par sa magnificence, du frère d'un pontife romain. Le palais fut délaissé par son fils, et à partir de 1405 les consuls commencèrent à le démolir pour employer les pierres à la restauration du pont neuf, ne laissant que la grosse tour carrée qui est alors intégrée aux murs de défense de la ville.
L'édifice a été restauré à la fin du XIXe siècle par l'architecte Paul Gout.

## Architecture
La tour est construite sur un plan rectangulaire régulier de 6 m x 7 m, en pierre de taille et brique. Elle compte cinq étages, une voûte d'ogives se trouve au rez-de-chaussée. Sa hauteur dépasse 30 mètres.

## Pour approfondir